# Saint-Vincent-Cramesnil
Saint-Vincent-Cramesnil é uma comuna francesa na região administrativa da Normandia, no departamento de Sena Marítimo. Estende-se por uma área de 4,76 km². Em 2010 a comuna tinha 689 habitantes (densidade: 144,7 hab./km²).